# Nagy Mari (színművész, 1961)
Nagy Mari (Toponár, 1961. május 9. –) Jászai Mari-díjas magyar színművésznő, rendező, érdemes és kiváló művész.

## Élete
Édesapja cukorfőző munkás volt, édesanyja ugyanott, a cukorgyárban csomagoló. Mivel két műszakban dolgoztak, sok időt töltött nagyszüleivel.
Toponáron nőtt fel, ahonnan sokszor vitték Kaposvárra színházba, már ez is erős nyomot hagyott benne. Az első színdarab, amit ott látott a Hamupipőke mesejáték volt Pogány Judittal. De az, hogy színész lesz, egy városi – szintén Kaposvárott tartott – Ki mit tud? alkalmával dőlt el, ahova egy csoportos irodalmi esttel jutott el. A csoport ugyan nem nyert, de a zsűri egyik tagja megkereste, hogy a versmondó kategóriát, bár nem indult benne, mégis megnyerte és színésznek vagy előadóművésznek kéne állnia. Ettől kezdve versmondó versenyekre járt, tagja volt diákszínpadnak.
Érettségi után, a Színház- és Filmművészeti Főiskolán felvételi közben döntött úgy, hogy őt csak a színház érdekli, így 1979-ben, a második fordulón túljutva, inkább elment a kaposvári Csiky Gergely Színházhoz. Tudta, Zsámbéki Gábor – az akkori igazgató – nem vesz fel segédszínésznek egy fiatal, épp leérettségizett lányt, ezért súgónak állt. Évad végén, már Babarczy László igazgatása alatt statisztaként dolgozott, majd jelentkezett segédszínésznek. Az igazgató mivel „többre tartotta”, elküldte, hogy jelentkezzen a bölcsészkarra úgy, hogy nem dolgozik a színháznál, ezért újságkihordónak állt. Szóbelizni már nem ment el. Egy év múltán visszament Kaposvárra és ekkor felvették segédszínésznek. Huszonkét évesen még egyszer megpróbálta a Színművészetit, de akkor már olyan „kaposvári iskolát” kapott amivel nem jutott át az első rostán. 1983-tól gyakorlatos színész volt. Végül nyolc év alatt, 1986-ban jutott el a véglegesített színész státuszhoz.
Miután a kaposvári színházat 1994-ben – főleg az A részleg című film forgatása miatt – otthagyta, szabadúszó lett, családjával felköltözött Pestre. Évekig nehezen kapott munkát. Ekkor Gothár Péter hívta a Radnóti Miklós Színházba a Nem félünk a farkastól előadásába, majd Fodor Tamás a Stúdió K Színházban és Schilling Árpád a Krétakör társulatában adott neki lehetőséget. 2008-tól Alföldi Róbert hívására – akivel korábban az Új Színházban dolgozott együtt – szerződhetett újra egy társulathoz és a Nemzeti Színház tagja lett.
Játszott a Kőszegi Várszínházban, Szolnokon (1993–1994) és több budapesti színházban, így a Merlin és 1994–2008 között az Új Színházban is, 2016-ban Pál András hívására szerepet vállalt a Zsámbéki Színházi és Művészeti Bázison koprodukcióban készült Köztársaság című előadásában.
Pályafutása során sokféle, szélsőséges szerepet is kapott. Saját bevallása szerint „fregoliszínész”, akit szükség esetén – ha nincs kéznél olyan ember, aki habitusából, külleméből adódóan passzol az adott figurához – bármilyen szerepbe betehető. Munkásságát több díjjal is elismerték. Színházi munkái mellett rendszeresen forgat filmeket, tévéjátékokat és reklámokat is.
Házas, férje színházi szakember. Egy fiuk van, Viktor Balázs színész, aki 1988-ban született.

## Díjai
- Komor-gyűrű – Csiky Gergely Színház (1991)[9]
- A MEDIAWAVE Alapítvány és a KVB közös kurátori díja (Gothár Péter: A részleg, 1995)[10]
- 35. Magyar Újságírók Országos Szövetsége Film- és Tévékritikus szakosztályának díja – legjobb női alakítás (A részleg Weisz Gizella megformálásáért, 1996)[11]
- Jászai Mari-díj (2001)[12]
- Paulay Ede-díj – Új Színház (2001)[13]
- 33. Magyar Filmszemle – legjobb női alakítás (Zsigmond Dezső: Hetedíziglen, 2002)[14]
- IX. POSZT – A MASZK Országos Színészegyesület színész zsűri díja: legjobb női alakítás (Botho Strauß: A parkban Titánia szerepéért, 2009)[15][16]
- Vidor Fesztivál – Smeraldina-díj (legjobb női epizódalakítás: Vinnai András[17] Lefitymálva, Gólem Színház; 2012)[18]
- Érdemes művész (2016)[19]
- Szörényi Éva-díj (2017)[20]
- Aase-díj (2017)[21]
- Pro Arte Erzsébetváros (2022)[22]
- Kiváló művész (2023)

## Színpadi szerepei
A Színházi adattárban 2016. november 19-éig regisztrált bemutatóinak száma: Nagy Máriaként: 16, Nagy Mariként 95.
- Victor Léon–Leo Stein–Gáspár Margit–Eörsi István–Mérei Adolf–Lehár Ferenc: A víg özvegy (Csiky Gergely Színház, 1981)
- Jean Genet–Szeredás András: A balkon (Csiky Gergely Színház, 1983) – Chantal
- Katajev: A Werthert már megírták (Csiky Gergely Színház, 1983) – Inga, a női alosztály munkatársa
- Müller Péter: Búcsúelőadás (Csiky Gergely Színház parkjában felállított sátorban, 1983)
- Martos Ferenc–Bródy Miksa–Jacobi Viktor: Leányvásár (Csiky Gergely Színház, 1986)
- Füst Milán: Boldogtalanok (Csiky Gergely Színház Stúdiószínpada, 1988) – Nemesváraljai Gyarmaky Róza, nyomdai munkáslány
- Bertolt Brecht–Nemes Nagy Ágnes: Kurázsi mama és gyermekei (Csiky Gergely Színház, 1989) – Tollas asszony, parasztasszony
- Peter Weiss–Görgey Gábor–Eörsi István (vers): Marat/Sade (Csiky Gergely Színház, 1989) – tudomány képviselője
- Czeizel Gábor: Locspocs és a bolygó hollandi (Csiky Gergely Színház, 1989) – a tenger királynője
- Rainer Werner Fassbinder–Julian Ria: Petra von Kant keserű könnyei (Csiky Gergely Színház Stúdiószínháza, 1989) – Marlene
- Carlo Goldoni–Jékely Zoltán: Karneválvégi éjszaka (Csiky Gergely Színház Stúdiószínháza, 1990) – Alba
- Alan Alexander Milne–Julian Slade–Bátki Mihály: Micimackó (Csiky Gergely Színház, 1990) – Malacka (szerepkettőzés Pogány Judittal)
- Csehov–Jeles András–Spiró György: Valahol Oroszországban (Csiky Gergely Színház, 1991) – cselédlány
- Jean Anouilh–Bartha András: Szeret, nem szeret (Csiky Gergely Színház, 1991) – Nathalie, a tábornok menye
- Ernst Theodor Amadeus Hoffmann–Kapecz Zsuzsa–Gothár Péter: Diótörő (Csiky Gergely Színház, 1991) – Anya, hagyományos szülő; motoros egér, köpönyegforgató; rumos meggy, édesség, szintén romlott (szerepkettőzések Márton Eszterrel)
- Molière–Petri György: Mizantróp (Csiky Gergely Színház, 1991) – Éliante, Célimène unokahúga
- Georges Feydeau–Aczél János: Tökfilkó (Csiky Gergely Színház, 1982)
- William Shakespeare–Vas István: III. Richárd (Csiky Gergely Színház, 1982) – Edward, walesi herceg, később V. Edward
- Szomory Dezső: Hermelin (Csiky Gergely Színház, 1982) – virágüzleti lány
- Illyés Gyula–Litvai Nelly: Szélkötő Kalamona (Csiky Gergely Színház, 1982) – udvarhölgy, ördög
- Petőfi Sándor–Bakonyi Károly–Kacsóh Pongrác–Heltai Jenő: János vitéz (Csiky Gergely Színház, 1982)
- Ödön von Horváth–Gáli József–Eörsi István (dalszöveg): Kasimir és Karoline (Csiky Gergely Színház, 1983)
- Lázár Ervin: A kisfiú és az oroszlánok (Csiky Gergely Színház, 1983) – Peti, a kisfiú
- Karinthy Márton–Spiró György: A kert (Csiky Gergely Színház, 1984) – Katika
- Bulgakov–Babarczy László–Szöllősy Klára: A Mester és Margarita (Csiky Gergely Színház, 1984)
- Bertolt Brecht–Jékely Zoltán: Baal (Csiky Gergely Színház, Vörös Kápolna előtti szabadtéri színpad Boglárlelle, 1984) – Sophie Berger
- Vladislav Vančura–Lukáts Andor–Zádor András: Szeszélyes nyár (Boglárlelle, 1984) – pincérnő; harmadik hölgy[24]
- Csehov–Spiró György: Cseresznyéskert (Csiky Gergely Színház, 1984) – Ánya, a leánya
- Federico García Lorca–András László: Bernarda Alba háza (Csiky Gergely Színház, 1985) – Martirio
- Euripidész–Devecseri Gábor: Alkésztisz (Csiky Gergely Színház, Vörös Kápolna előtti szabadtéri színpad Boglárlelle, 1985)
- James Matthew Barrie–Sipos Pál: Pán Péter (Csiky Gergely Színház, 1985) – indián, sellő
- Jakob Michael Reinhold Lenz–Eörsi István: A nevelő (Csiky Gergely Színház, 1985) – cselédlány az őrnagyéknál
- Csehov–R. Keleti Éva: A hosszú úton (Csiky Gergely Színház, 1986) – hölgy a hintóból
- Kornis Mihály: Kozma (Csiky Gergely Színház Stúdiószínháza, 1986) – Comba Ica
- Federico Fellini–Lukáts Andor: Etűdök a szerelemről (Csiky Gergely Színház, 1986) – ballonkabátos nő
- Carlo Gozzi–Lengyel Ferenc: A varázssütemény avagy Nella szerelme (Csiky Gergely Színház, 1987) – a viszály szelleme
- Arthur Schnitzler–Bíró Lajos: Anatol (Csiky Gergely Színház, Kilián György Városi Művelődési Központ, 1987) – Emília
- Friedrich Dürrenmatt–Fáy Árpád: A Nagy Romulus (Csiky Gergely Színház, 1991) – Rea, Romulus lánya
- Ivo Brešan–Sády Erzsébet–Eörsi István: Paraszt Hamlet (Hamlet előadás Donja Mrduša faluban) (Csiky Gergely Színház, 1992) – Alsó Mrdusai parasztasszony
- Tersánszky Józsi Jenő: Kakuk Marci (Csiky Gergely Színház, 1992) – Eszti
- Federico García Lorca–Fodor Ákos: Yerma (Csiky Gergely Színház Stúdiószínháza, 1992) – María
- Illyés Gyula–Eörsi István: Szélkötő Kalamona (Csiky Gergely Színház, 1992) – királyné
- Rainer Werner Fassbinder, Julian Ria: Petra von Kant keserű könnyei (Merlin Színház, 1992) – Marlene
- Makszim Gorkij–Gábor Andor: Éjjeli menedékhely (Csiky Gergely Színház, 1993) – Vaszilisza, Misa – felesége
- Shakespeare–Heiner Müller–Eörsi István: Macbeth (Csiky Gergely Színház, 1993) – Lady Macbeth
- Shakespeare–Nádasdy Ádám: Szentivánéji álom ([Katona József Színház (Budapest), 1994) – Tündér, Titánia szolgálatában
- Edward Albee–Elbert János: Nem félünk a farkastól (Radnóti Színház, 1995) – Honey
- Jaroslav Hašek–Verebes István: Az út, avagy Svejk a derék katona további kalandjai (Az Európai Reneszánsz Tisztelői, Merlin Színház, 1996)
- Christian Dietrich Grabbe, Petri György: Tréfa, szatíra, irónia és mélyebb értelem (Új Színház, Kamaraterem, 1997)
- Schilling Árpád, Rusznyák Gábor: Kicsi, avagy mi van, ha a tiszavirágnak rossz napja van?! (Krétakör Színház, Merlin Színház, 1997) – Anya, Mosolygó Anna
- Csokonai Vitéz Mihály: Az özvegy Karnyóné s két szeleburdiak (Új Színház, 1998) – Samu
- Bohumil Hrabal, Ivo Krobot, Varga György: Gyöngéd barbárok (Új Színház, Kamaraterem, Stúdiószínpad, 1998) – Sulcné
- Georg Büchner–Thurzó Gábor: Woyzeck (Új Színház, 1999) – Käthe
- Arthur Schnitzler–Györffy Miklós: Körtánc (Stúdió 'K' Színház, 1999) – A színésznő
- Georg Büchner–Thurzó Gábor: Woyzeck (Színház- és Filmművészeti Főiskola, Ódry Színpad, 1999) – kikiáltó; bolond zsidó; nagymama
- Bertolt Brecht–Jékely Zoltán: Egy nagyváros dzsungelében (Új Színház, 1999) – Mae Garga, George anyja
- Kornis Mihály: A Kádár házaspár (Új Színház, Stúdiószínpad, 2000) – Kádárné
- Schwajda György: Himnusz (Gyulai Várszínház, Várszínpad – Új Színház, 2000) – Polgárné
- Alfred Jarry: Übü király (Új Színház, 2000) – Rozamunda királyné; Übü papa lelkiismerete; Novogyevityi szűzanya; a lengyel nemesség
- Szomory Dezső: Hermelin (Új Színház, 2001) – Julis
- Makszim Gorkij, Morcsányi Géza: Éjjeli menedékhely (Új Színház, 2001) – Kvasnya
- Ronald Harwood–Benedek András: Az öltöztető (Játékszín, 2002) – Madge
- Kovács Kristóf: Csontzene (Zsámbéki Szombatok, Régi laktanya, 2002) – Mama
- Szép Ernő–Galambos Péter: Ádámcsutka (Új Színház, Stúdió, 2002) – Marion
- Kapecz Zsuzsa–Pataki Éva: Vedd könnyen, szivi! (Új Színház, 2002) – Tákossy Lidi, a színitanoda vezetője
- Bernard-Marie Koltès–Bognár Róbert: Roberto Zucco (Új Színház, 2003) – egy nő
- Sam Shepard–Upor László: Hazug képzelet (Új Színház, Stúdiószínpad, 2003) – Meg
- Csehov–Kosztolányi Dezső: Három nővér (Új Színház, 2004) – Irina, Andrej harmadik nővére
- Noël Coward–Upor László: Ne nevess korán (Játékszín (Budapest), 2005) – Miss Erikson
- Péterfy Gergely: A vadászgörény (Új Színház Stúdiószínpad, 2005) – Mama, Dolfi és Sanyi édesanyja
- Line Knutzon–Szappanos Gábor: Közeleg az idő (Új Színház, 2005) – Knuttebarn
- April De Angelis–Enyedi Éva: Színházi bestiák (Új Színház Stúdiószínpad, 2006) – Doll Common
- Shakespeare–Varró Dániel: Rómeó és Júlia (Új Színház, 2006) – Capuletné
- Jean Racine–Lackfi János: Phaedra (Új Színház, 2006) – Oinoné, Phaedra dajkája és bizalmasa
- Peter Weiss–Görgey Gábor:Jean-Paul Marat üldöztetése és meggyilkolása, ahogy a charentoni elmegyógyintézet színjátszói előadják De Sade úr betanításában (Új Színház, 2006) – Simonne Evrard
- Molière–Bognár Róbert: A fösvény (Új Színház, 2007) – Claude
- Valentyin Katajev–Radnai Annamária: A kör négyszögesítése (Jászai Mari Színház, 2008) – Ludmilla
- Rudolf Péter–Búss Gábor Olivér– Hársing Hilda: Keleti Pu. (Új Színház, 2008)
- Molière–Jean-Baptista Poquelin–Réz Pál: George Dandin, avagy a megcsúfolt férj (Játékszín (Budapest), 2008) – Madame de Sotenville
- Euripidész–Karsai György (ógörögből), Térey János: Oresztész (Nemzeti Színház, 2008) – Karvezető
- Botho Strauss–Forgách András: A Park (Nemzeti Színház, 2008) – Titania
- Tennessee Williams–Forgách András: Orfeusz alászáll (Nemzeti Színház, Gobbi Hilda Színpad, 2009) – Vee Talbott, a seriff felesége
- Shakespeare–Varró Dániel: Lear király (Nemzeti Színház, 2010) – Goneril
- Vaszilij Szigarjev: Gyurma (Színház- és Filmművészeti Egyetem, Padlás, 2010)
- Móricz Zsigmond: Nem élhetek muzsikaszó nélkül (Kőszegi Várszínház, Jurisich Vár, 2010) – Teréz néni, Veronika mamája; Kisvicákné
- Csehov–Kosztolányi Dezső: Három nővér (Nemzeti Színház, 2010) – Anfisza, öreg dada
- Závada Pál: Magyar ünnep (Nemzeti Színház, Gobbi Hilda Színpad, 2010) – Weiner Janka, fényképész
- Mong Attila–Mohácsi István–Mohácsi János: Egyszer élünk, avagy a tenger azontúl tűnik semmiségbe (Nemzeti Színház, 2011)
- Vinnai András: Lefitymálva (Gólem Budapesti Zsidó Színház, Sanyi és Aranka Színház, 2011) – Sára; Horowitz Sámsonné; Kiválasztottné
- Shakespeare–Nádasdy Ádám: Hamlet (Nemzeti Színház, 2012) – színésznő
- Carlo Goldoni–Török Tamara: Chioggiai csetepaté (Kőszegi Várszínház, 2012) – Libera asszony, a felesége
- Vörösmarty Mihály: Csongor és Tünde (Nemzeti Színház, Gobbi Hilda Színpad, 2012) – Az éj
- Franz Kafka–Soós Attila–Fekete Ádám: A kastély (I.) (Színház- és Filmművészeti Egyetem, Ódry Szinpad, 2012) – Fogadósné; Barnabás anyja
- Csehov–Makai Imre: Sirály (Nemzeti Színház, Gobbi Hilda Színpad, 2013) – Polina
- Heinrich von Kleist–Gáspár Ildikó (Forgách András fordítása nyomán): Amphitryon (Nemzeti Színház, Gobbi Hilda Stúdiószínpad, 2013) – Charis
- Klaus Mann–Alföldi Róbert–Lányi Sarolta (regény): Mephisto (Nemzeti Színház, 2013) – Eufenné, Marika, a súgó
- Mark Ravenhill–Markó Róbert: Állampolgári ismeretek (Manna Kulturális Egyesület, Zsámbéki Színházi Bázis, 2013) – Jósnő
- Klaus Mann–Lányi Sarolta (regény), Alföldi Róbert, Vörös Róbert: Mephisto (Vígszínház, 2013) – Eufenné, Marika, a súgó
- Paul Claudel–Arthur Honegger: Johanna a máglyán (Nemzeti Színház, 2013) – anya
- Fazekas Mihály–Boronkay Soma: A Ludas (Manna Kulturális Egyesület, Zsámbéki Színházi Bázis, 2014) – a fiú anyja
- Czingel Szilvia–Németh Virág–Borgula András: Szakácskönyv a túlélésért (Gólem Színház, Kőleves vendéglő, 2014)
- Petőfi Sándor–Ivánka Csaba: A helyság kalapácsa (Nemzeti Színház, Gobbi Hilda Stúdiószínpad, 2014) – Márta, a kántor felesége
- Csiky Gergely: Ingyenélők (Nemzeti Színház, Gobbi Hilda Stúdiószínpad, 2015) – Tulipánné; Mákonyné
- Émile Ajar (Romain Gary), Lőrinczy Attila, Bognár Róbert (regény): Előttem az élet – In memoriam Margitai Ági (Rózsavölgyi Arts & Café, 2015)
- Miguel de Cervantes–Verebes Ernő, Benyhe János: Don Quijote (Nemzeti Színház, 2015) – Kulcsárné
- Krúdy Gyula: Szindbád (Nemzeti Színház, 2015)
- Vörösmarty Mihály: Csongor és Tünde (Nemzeti Színház, 2016) – Mirigy
- Szabó Magda: Az őz (Rózsavölgyi Szalon Arts&Café, 2016) – Eszter[25]
- Szálinger Balázs: Köztársaság (Zsámbéki Színházi és Művészeti Bázis, 2016) – Dadus, 60 éves szicíliai asszony, Sophia dadája[26]

## Rendezései
A Színházi adattárban 2016. augusztus 19-éig regisztrált bemutatóinak száma rendezőként: 4.
- Ernst Theodor Amadeus Hoffmann, Gothár Péter, Kapecz Zsuzsa: Diótörő (Új Színház stúdiósai, 2001)
- Zalán Tibor: Angyalok a tetőn (Új Színház 2003, Veszprémi Petőfi Színház 2008)
- Szörényi Levente: István és a többiek (Új Színház stúdiósai, 2005)
- Fejes Endre, Presser Gábor: Jó estét nyár, jó estét szerelem! (Látvány Művek)
- Május elseje (Új Színház stúdiósai, 2006)[27]
- Visky András: Pornó (Nemzeti Színház, 2011)[28]

## Film- és televíziós szerepei
- Kabala (Nagy Máriaként, 1982)
- Melodráma (magyar játékfilm, 1990) – Boncza Berta
- A részleg (magyar játékfilm, 1994) – Weisz Gizella
- Nem vagyok már gyerek (tévéfilm, 1995) – osztályfőnök
- Franciska vasárnapjai (magyar játékfilm, 1996)
- Sztracsatella (magyar játékfilm, 1996) – fogorvos asszisztense
- A világ legkisebb alapítványa (magyar játékfilm, 1997) – apáca
- Országalma (magyar játékfilm, 1998) – Mariska anyja
- 6:3 (magyar játékfilm, 1998) – bolti dolgozó
- Élek és szeretlek benneteket (francia filmdráma, 1998) – vöröskeresztes
- Simon mágus (magyar játékfilm, 1999) – tolmácsnő
- Sitiprinz (magyar játékfilm, 1999) – anya
- Kalózok (romantikus filmvígjáték, 1999) – tanár
- Családi kör (tévésorozat, epizódok: Kilakoltatás; Átültetés, 2000)
- A leghidegebb éjszaka (tvfilm, 2000)
- Valaki kopog (tévésorozat, epizód: Ördöglakat, 2000)
- Vírusbosszú (angol-amerikai-német-magyar katasztrófa film, 2000) – Alma
- Vakvagányok (magyar játékfilm, 2000) – tréner
- A ház emlékei (magyar játékfilm, 2001) – Valika
- Paszport (magyar játékfilm, 2001) – Mari, Jóska nővére
- Kísértések (magyar játékfilm, 2002) – Szkárosi felesége
- Chacho Rom (Az igazi cigány, magyar romantikus film, 2002) – apáca
- Másnap (magyar játékfilm, 2004) – tanítónő
- Csudafilm (magyar játékfilm, 2005) – Joli, Nikosz volt felesége
- Taxidermia (2006) – portásnővér
- Kontakt (rövidfilm, 2006)
- Mínusz (rövidfilm, 2006)
- Lopott képek (magyar filmdráma, 2006)
- Indián nyár (tévéfilm, 2006) – Saci anyja
- A hét nyolcadik napja (filmvígjáték, 2006) – Szunyóka, a hajléktalan
- Szerafina (rövidfilm, 2007) – könyvtáros
- Tabló – Minden, ami egy nyomozás mögött van! (magyar játékfilm, 2007)
- Fövenyóra (magyar játékfilm, 2007) – Fischer Hermanné
- Majdnem szűz (magyar játékfilm, 2008) – vagyonőrnő
- Tanúvallomás (rövidfilm, 2008)
- Nugalom (magyar játékfilm, 2008) – kurva
- Presszó (televíziós sorozat, epizódok: Már megint itt van, A férfiak dicsérete, A nyitás napja; 2008) – Juliska
- Emlékeim Anna Frankról (tévéjátékfilm, 2009) Anna anyja
- A repülés története (rövidfilm, 2009) – a csontos arcú nő
- Bunkerember (filmdráma, 2010) – Manyika
- Égi madár (tévéfilm, 2011) – Kati néni
- Keleti pu. (tévéfilm, 2011)
- Shame (rövidfilm, 2012) – anya
- Az ajtó (2012) – Adél
- Pillangó (tévéfilm, 2012) – szakács
- Én is téged, nagyon (rövidfilm, 2012) – üdülési reklám call centeres[29]
- A galamb papné (tévéfilm, 2013) – másik papné
- Munkaügyek (televíziós sorozat, epizód: Imre megtér; 2013) – Jerómia
- Hacktion: Újratöltve (televíziós sorozat, epizód: Perzselő tűz; 2013) – Szemes Ágnes
- Incella kenyérért megy (rövidfilm, 2014) – Horváthné
- Kimeno (rövidfilm, 2014) – Leile anyja
- Marika nem cica (rövidfilm, 2014) – Marika
- Swing (magyar romantikus vígjáték, 2014) – Angéla anyja[30]
- A fekete bojtár (tévéfilm, 2015) – a révész felesége
- Feketerigó (2015) – anya
- Fapad (televíziós sorozat, epizód: Lánykérés; 2015) – Kandlné
- Zsibvásár (rövidfilm, 2015) – Mária
- Ketten Párizs ellen (tévéfilmsorozat, 2015) – Anna néni
- Zserbó (rövidfilm, 2015) – Róza
- Kossuthkifli (tévéfilmsorozat, epizódok: Mandulás gyász, Rabmadarak; 2015) – Viola néni
- Szép Alak (rövidfilm, 2016) – anya (hang)
- Fonál (rövidfilm, 2016) – Anyó
- 1945 (játékfilm, 2016) – Juli néni
- Budapest Noir (játékfilm, 2017) – Ökrös Teréz[31]
- A tanár (televíziós sorozat, mellékszereplő; 2018–2022) – Kolosyné
- Akik maradtak (játékfilm, 2019)
- Apatigris (televíziós sorozat, 6. epizód; 2020) – Gábor anyja
- Becsúszó szerelem (vígjáték, 2021) – Olga
- Post Mortem (horror, 2021) – Keresztes néni
- Attila, Isten ostora (játékfilm, 2022) – Eiréné, zárdafőnök asszony
- Kilakoltatás (játékfilm, 2022) – Ilona
- Az énekesnő (tévéfilm, 2022) – Rab
- Hotel Margaret (televíziós sorozat, 2022) – Idős néni
- Magunk maradtunk (kisjátékfilm, 2022)
- Átjáróház (vígjáték, 2022)
- Látom, amit látsz (romantikus film, 2023) – Mituk néni
- 1968 – Egy szerelem rekonstrukciója (tévéfilm, 2024)
- Lepattanó (2024) – idős hölgy
- A mi kis falunk (2025) – Sulyok édesanyja